# Heiner Bastian
Heiner Bastian (* 8. Juni 1942 in Rantau, Ostpreußen) ist ein deutscher Lyriker und Übersetzer, Kunsthändler, Kurator und Kunstsammler, Kunstberater und Kunstkritiker sowie Publizist und Autor von Sachbüchern über Kunst und Künstler des 20. und 21. Jahrhunderts.

## Leben
Bastian ist der Sohn des Ingenieurs Hugo Bastian und dessen Ehefrau Ilse, geborene Trautsch. Sein Vater war Ingenieur für Flugmotorenbau und während des Zweiten Weltkriegs in Neukuhren stationiert. Mit einem der letzten Züge vor dem Einmarsch der russischen Armee in Ostpreußen konnte die Familie nach Luckenwalde fliehen und zog 1946 nach Wilhelmshorst, bei Potsdam, wo Bastian aufwuchs. Sein Vater arbeitete in der Deutschen Verwaltung des Innern in Potsdam, wurde aber 1947 von der sowjetischen Kommandantur verhaftet und aus nicht geklärten Gründen nach einem Prozess verurteilt und als politischer Gefangener in einem Arbeitslager in Workuta bis 1956 inhaftiert. Durch die Intervention Adenauers, der sich für die Freilassung aller deutschen politischen Gefangenen einsetzte, konnte auch er 1956 nach Westdeutschland zurückkehren. Er holte die Familie, die heimlich aus der DDR ausreisen musste, zu sich nach Karlsruhe. Auf Drängen des Vaters absolvierte Bastian eine Feinmechaniker- und Elektrolehre. Im Anschluss immatrikulierte er sich an der Technischen Hochschule Karlsruhe, allerdings ohne dort zu studieren, schrieb jedoch Beiträge für die Studentenzeitung Ventil.
Anfang der 1960er Jahre brach Bastian aus der Enge der badischen Stadt aus und bereiste 1964 und 1965 den Süden, Osten und Norden Afrikas. 1966 ließ er sich in San Francisco nieder und studierte dort Linguistik und Komparatistik. Ab 1967 arbeitete Bastian als Volontär und Lektor für City Lights, Verlag und Bookstore des legendären Autors und Verlegers der Beat Generation, Lawrence Ferlinghetti. In dessen Verlag lernte er Underground-Schriftsteller kennen und begann, deren Bücher zu übersetzen. 1966 reiste Bastian auf Einladung Walter Höllerers mit Ferlinghetti nach West-Berlin, und nahm an dessen Symposium „Ein Gedicht und sein Autor“ teil. Von Berlin aus reiste er mit Ferlinghetti über Moskau mit der Transsibirischen Eisenbahn nach Nachodka und Japan. Da Ferlinghetti kein Visum für Japan hatte, zwang man Bastian in Nachodka, allein das Schiff nach Japan zu nehmen. Zurück in San Francisco lernte er seine spätere Frau Céline kennen. Im Herbst 1967 nahm Bastian auf Einladung von Hans Werner Richter im fränkischen Pottenstein am letzten Treffen der Gruppe 47 teil, wo er Gedichte las, die er im Hanser Verlag veröffentlichte. Zurück in San Francisco freundete er sich mit der Schriftstellerin Anaïs Nin und dem Lyriker Allen Ginsberg an. Diese Begegnungen sollte sein weiteres Leben als Autor, Herausgeber und Galerist mitprägen. Nach einem öffentlichen Protest gegen den Vietnamkrieg entzog ihm das Federal Bureau of Investigation seine Aufenthaltserlaubnis und er wurde aus den Vereinigten Staaten ausgewiesen.
Bastian und seine Frau entschieden sich, in West-Berlin zu leben. Durch die langjährige Freundschaft mit Reinhard Lettau und Hans Magnus Enzensberger, die ihre Trauzeugen wurden, fand er schnell einen literarischen Freundeskreis. Auch traf er in dieser Zeit den Maler David Hockney, mit dem er an einem Portfolio der Grimms Märchen, die er ins Englische übersetzte, arbeitete. Durch die Veröffentlichung von Gedichtbänden machte er sich ab 1968 einen Namen als Lyriker. Erste Beiträge erschienen 1968 in der Literaturzeitschrift Akzente und im Kursbuch 15. 1969 übersetzte er mit seiner Frau Céline Eldridge Cleavers Seele auf Eis für den Carl Hanser Verlag sowie Allen Ginsbergs Gedichtband Planet News, die weltweit beachtete Publikation The Teachings of Don Juan von Carlos Castaneda und die Bücher von Richard Brautigan.
1968 lernte er den Düsseldorfer Künstler Joseph Beuys auf einer Veranstaltung in der West-Berliner Akademie der Künste kennen. Langjährig arbeitete er danach als Vermittler und Privatsekretär für Beuys, dessen Denken ihn nachhaltig beeinflusste. Zwischen beiden und mit der Familie Beuys entwickelte sich bis 1975 allmählich eine feste Arbeits- und Vertrauensbeziehung, die bis zu Beuys’ Tod im Jahr 1986 währte. Bastians Tätigkeit, die etwa auch darin bestand, Beuys gegen ungebührliche Vorschläge abzuschirmen, wurde durch Schenkung von Beuys-Werken „sehr großzügig“ honoriert. So widmete und schenkte Beuys beispielsweise im Jahr 1976 seinem „Sekretär“ die heute in der Scottish National Gallery befindliche Arbeit Sekretärstasche, die aus einer braunen Versandtasche mit einem mehrseitigen handschriftlichen Manuskript besteht, das die Überschrift „The Energie Plan for the Western Man“ trägt. 1988 richtete er im Martin Gropius-Bau für West-Berlin als Kulturstadt Europas die erste umfassende Retrospektive des Werks von Joseph Beuys ein, die noch vor dem Mauerfall für viele junge Künstler auch in der DDR einen nachhaltigen Eindruck hinterließ.

Ab 1979 trat Bastian als Herausgeber und Autor zahlreicher Publikationen, insbesondere zum Werk von Joseph Beuys, Robert Rauschenberg, Andy Warhol, Cy Twombly, dessen Catalogue Raisonné der Bilder, und Anselm Kiefer in Erscheinung und kuratierte Ausstellungen dieser Künstler in Berlin, London, Madrid, New York und Los Angeles.

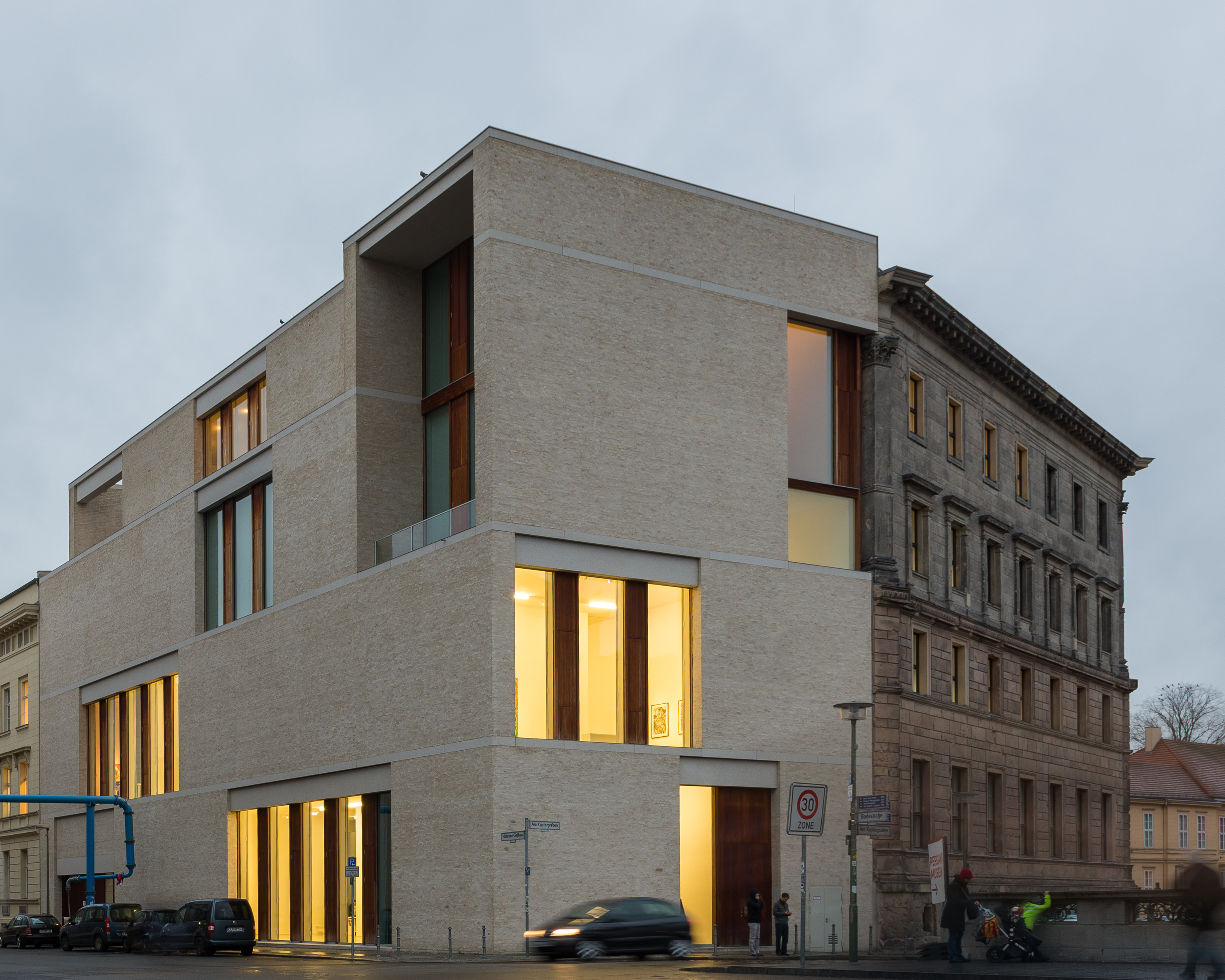
Haus Bastian, Am Kupfergraben 10 in Berlin-Mitte

Seit 1975 engagierte ihn der Berliner Bauunternehmer und Kunstsammler Erich Marx als Kunstberater und Kurator für dessen Sammlung im Hamburger Bahnhof – Museum für Gegenwart, an dessen Einrichtung er unentgeltlich bis zur Eröffnung 1996 maßgeblich beteiligt war. Im Jahr 2007 beendete Bastian die kuratorische Tätigkeit für Marx und eröffnete in Berlin-Mitte, Am Kupfergraben 10, eine Galerie.
Das später Haus Bastian genannte Galeriegebäude wurde von dem Architekten David Chipperfield entworfen, dessen minimalistischer, kontextueller Entwurf siegreich aus einem 2003 durchgeführten Architekturwettbewerb hervorgegangen war. Nach mehr als zehn Jahren vielseits beachteter Ausstellungen zu Joseph Beuys, Anselm Kiefer, Cy Twombly, Picasso, Damien Hirst, Eberhard Havekost, Thomas Zipp und anderen Künstlern wurde das Gebäude im Jahr 2017 von der Familie Bastian der Stiftung Preußischer Kulturbesitz geschenkt, die es gemäß Schenkungsvertrag im März 2019 für Zwecke der kulturellen Bildung übernahm. Unter Einbeziehung des Humboldt Forums sollen dort Themen in den Fokus gerückt und vermittelt werden, die einen Brückenschlag zwischen den Sammlungen und Häusern der Berliner Museumsinsel ermöglichen.
Mit einer weiteren Schenkung förderte die Familie Bastian im Jahr 2017 die von Ingrid Mössinger geleiteten Kunstsammlungen Chemnitz, die 200 Werke aus allen Gattungen erhielt, von Gemälden und Papierarbeiten bis zu Installationen und Fotografien, darunter Arbeiten von Picasso, Rauschenberg, Gerhard Richter und Luc Tuymans, aber auch von Vertretern einer jüngeren Generation wie Eberhard Havekost und Olaf Holzapfel.
In den Jahren 2009 und 2010 schaltete sich Bastian durch eine Petition, die von vielen bedeutenden Künstlern, Kuratoren und Sammlern unterzeichnet wurde, durch die Veröffentlichung einer Streitschrift und durch Zeitungsbeiträge, in denen er die Vernachlässigung der Beuys-Werke auf Schloss Moyland anprangerte und die sofortige Schließung des Museums forderte, in eine öffentliche Auseinandersetzung um die „schiere Würdelosigkeit“ der dortigen Präsentation ein. Dies führte dazu, dass die Museumsleitung, die im Sinne eines „Neuanfangs“ bereits an einem neuen Museumskonzept arbeitete, erheblich unter Druck geriet.
Bastian ist verheiratet mit der Fotografin und Lektorin Céline Bastian, geborene Harbeck, mit der er seine Galerie gründete und viele Jahre Kunst ausstellte. Das Paar publiziert gelegentlich gemeinsam. Auf einem umfangreichen Archiv aufbauend gaben sie den Catalogue Raisonné der Bilder Cy Twomblys in sieben Bänden heraus sowie Bücher zu den Zeichnungen und Skulpturen von Joseph Beuys und einer Reihe von Künstlerbüchern von Anselm Kiefer und eine Monografie der Bilder Kiefers. In Berlin-Dahlem ließen sich Bastian und seine Frau von dem Architekten Paul Kahlfeldt eine Villa mit Portikus und ionischen Säulen bauen. Ihr Sohn Aeneas Bastian, der nach einem Studium der Vergleichenden Literaturwissenschaft und Philosophie an der Sorbonne über den Mythos des Sisyphos promoviert wurde, betrieb  in den 2000er Jahren in Berlin zusammen mit seiner Frau Harriet Häußler-Bastian die Galerie Upstairs. 2016 übernahm er die Galerie Bastian seiner Eltern. Im Februar 2019 eröffnete Aeneas Bastian in London eine von David Chipperfield eingerichtete Galerie in Mayfair mit Ausstellungen von Andy Warhols Polaroids, Cy Twomblys grafischen Zyklen, gefolgt  von bedeutenden frühen Skulpturen von Joseph Beuys und Lichtskulpturen von Dan Flavin. Die Ausstellung Picasso’s Studio mit Keramiken und Grafik wurde viel beachtet. Heiner Bastian veröffentlichte im Dezember 2019 einen neuen Band Gedichte.

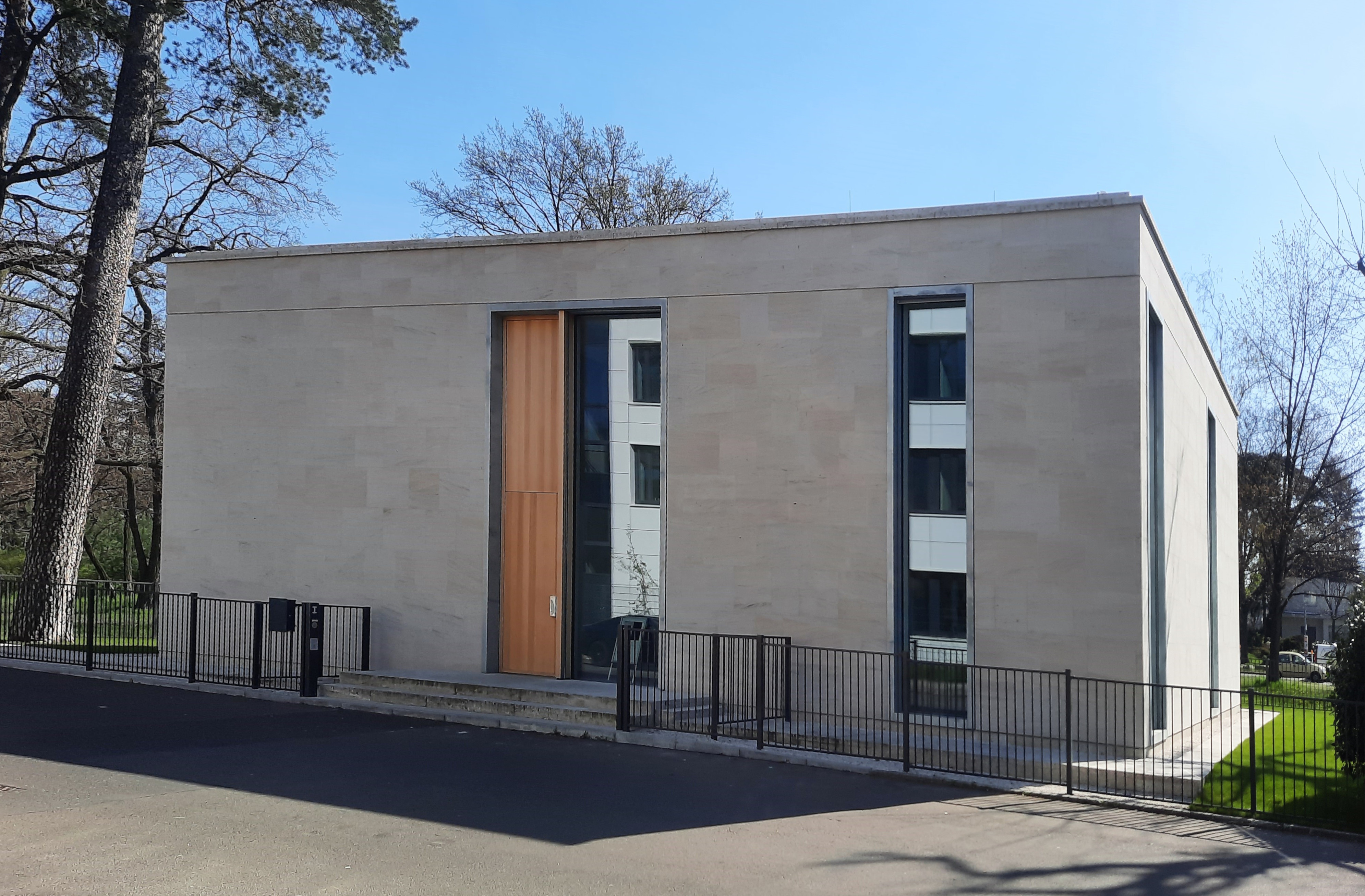
Galerie Bastian in Berlin-Dahlem

In Berlin entstand ein neues Galerie- und Kulturhaus in Dahlem mit dem englischen Architekten John Pawson, der für seine minimalistischen, asketischen Entwürfe bekannt ist. Er hat einen Museums-Pavillon entworfen, der in einem kleinen Park mit schönen alten Eichen steht. Die erste Ausstellung Le dormeur du val, großformatige Bilder von Anselm Kiefer, wurde im November 2021 eröffnet. Im Februar 2022 wurden Fotografien von John Pawson erstmals gezeigt, gefolgt von einer Ausstellung zum Werk Robert Rauschenbergs A Window to the World. Im September zeigte die Galerie Emil Nolde. Anatomie aus Licht und Wasser, in Zusammenarbeit mit der Nolde Stiftung Seebüll, begleitet von einem Katalog, einer kritischen Auseinandersetzung mit dem Künstler. Heiner Bastian veröffentlichte 2022 den Gedichtband, Der Gedanke der die Welt wiedergewinnt, mit Aquarellen von Anselm Kiefer, 2024 unter dem Titel Das Gedächtnis des Vergessens einen weiteren Gedichtband.

## Veröffentlichungen (Auswahl)
- 1968: beobachtungen im luftmeer. Gedichte. Hanser Verlag, München.
- 1970: die bilder sind vor allem nur / wie du das rot empfindest. Gedichte. Hanser Verlag, München.
- 1972: tod im leben. gedicht für joseph beuys. Gedicht. Hanser Verlag, München.
- 1973: Joseph Beuys. Bleistiftzeichnungen aus den Jahren 1946–1964. Propyläen-Verlag, Berlin, Frankfurt/Main, Wien.
- 1973: Cy Twombly: Zeichnungen 1953–1973. Propyläen-Verlag, Berlin, Frankfurt/Main, Wien.
- 1975: Joseph Beuys: Wasserfarben 1936–1963. Propyläen-Verlag, Berlin, Frankfurt/Main, Wien.
- 1978: Cy Twombly: Bilder / Paintings 1952–1976. Propyläen-Verlag, Berlin, Frankfurt/Main, Wien.
- 1979: Joseph Beuys: Zeichnungen – Tekeningen – Drawings (mit Jeannot Simmen). Ausstellungskatalog Neue Nationalgalerie, Berlin
- 1981: Joseph Beuys: Ölfarben 1936–1965. Propyläen-Verlag, Berlin, Frankfurt/Main, Wien.
- 1982: Beuys – Rauschenberg – Twombly – Warhol. Sammlung Marx. Neue Nationalgalerie Berlin.
- 1985: Cy Twombly: Das graphische Werk 1953–1984. Catalogue Raisonné of the Printed Graphic Work. 2. erweiterte Aufl. 2017.
- 1985: Joseph Beuys – 7000 Eichen. Ausstellungskatalog Kunsthalle Tübingen und Bielefeld, Kunstsammlung Kassel.
- 1986: abschied von joseph beuys: noch steht nichts geschrieben. Verlag Walther König, Köln.
- 1988: Joseph Beuys. Skulpturen und Objekte / The secret block for a secret person in Ireland. Ausstellungskatalog Martin-Gropius-Bau, Berlin.
- 1996: Andy Warhol: Frühe Zeichnungen. Sammlung Marx im Hamburger Bahnhof. Schirmer/Mosel, München.
- 1999: Joseph Beuys: Editionen.
- 2009: Traum und Albtraum. Von einem vergeblichen Versuch den Zauber der Werke von Joseph Beuys in Moyland zu finden. Schirmer/Mosel, München.
- 2009–2014: Anselm Bücher. 8 Künstlerbücher (Über euren Städten wird Gras wachsen / Ich halte alle Indien in meiner Hand / the secret life of plants / Das Balder-Lied / aperiatur terra / The Shape of Ancient Thought / Kühlstaub / Morgenthau)
- 2010: Anselm Kiefer: Heroische Sinnbilder / Heroic Symbols. Ausstellungskatalog Galerie Bastian, Berlin.
- 2011: Ein Tag mit Cy Twombly, Galerie Bastian, Berlin.
- 2012: Die Argonauten erreichen das offene Meer und die Ufer verhallen. Essays zu Beuys, Hirst, Kiefer, Picasso, Twombly, Warhol. Schirmer/Mosel, München.
- 2013: Joseph Beuys: Skulpturen / Sculptures. National Gallery of Ottawa, Schirmer/Mosel, München.
- 2014: Anselm Kiefer: Posters Exhibitions 1970–2014 (mit Lisa Sandner). Schirmer/Mosel, München.
- 2026: Cy Twombly. Photographs, Galerie Bastian, Berlin.
- 1992–2018: Cy Twombly: Catalogue Raisonné of the Paintings, 7 Bde. Schirmer/Mosel, München.
- 2018: Anselm Kiefer: Bilder / Paintings. Monographie. Schirmer/Mosel, München.
- 2029: Haus Bastian, Hgg. H.C.A. Bastian, Verlag der

Buchhandlung Walther König, Köln.
- 2019: Und Morgen, Morgen und Morgen. Gedichte. Ulrich Keicher Verlag, Warmbronn.
- 2020: Anselm Kiefer: Die Kunst geht knapp nicht unter. Vorlesungen am Collège de France. Schirmer/Mosel, München.
- 2021: Anselm Kiefer: the fire that consumes all before it. Schirmer/Mosel, München.
- 2022: Der Gedanke der die Welt wiedergewinnt. Gedichte mit Aquarellen von Anselm Kiefer. Schirmer/Mosel, München.
- 2024: Das Gedächtnis des Vergessens, Gedichte, Insel Verlag, Berlin.